# ロビン・リード
ロビン・リード（Robin Reid、1971年2月19日 - ）は、イギリスの男性プロボクサー。セルフトン出身。元WBC世界スーパーミドル級王者。1992年バルセロナオリンピックライトミドル級銅メダリスト。Grim Reaper(死神)の愛称で親しまれた。

## アマチュア時代
1988年ブラチスラヴァで行われたライトミドル級ジュニアトーナメントに出場するが決勝で敗退した。
あまりアマチュア大会で結果を残せなかったリードは1992年バルセロナオリンピックにライトミドル級で出場。1回戦は初回KO勝ちを収めると、2回戦と準々決勝は判定勝ちを収め、準決勝でオルハン・デリバスに判定で敗れ敗退はしたが銅メダルを獲得した。
オリンピック後にプロに正式に転向した。

## プロ時代
1993年2月27日、プロデビューを果たし4回TKO勝ちを収め白星でデビューを飾った。
1994年6月4日、アンドリュー・フーロンと対戦し2回2分40秒KO勝ちを収めた。
1995年2月4日、カーディフのナショナル・アイス・リンクでブルーノ・ウエステンバーグスと対戦し初回TKO勝ちを収めた。
1996年3月16日、アンディー・フルートと対戦し7回TKO勝ちを収めた。
1996年4月26日、ハンター・クレイと対戦し初回TKO勝ちを収めた。
1996年10月12日、ミランのメディオラヌム・フォーラムでWBC世界スーパーミドル級王者ビンチェンツオ・ナルディエッロと対戦し7回2分59秒TKO勝ちを収め王座獲得に成功した。
1997年2月8日、ロンドンのニュー・ロンドン・アリーナでジオバンニ・プレトリアスと対戦し7回2分10秒KO勝ちを収め初防衛に成功した。
1997年5月3日、マンチェスターのマンチェスター・アリーナでヘンリー・ワールトンと対戦し12回2-0(118-111、117-113、114-114)の判定勝ちを収め2度目の防衛に成功した。
1997年9月11日、後のWBC世界ミドル級王者アッシン・シェリフィーと対戦し12回2-1(117-111、116-113、113-115)の判定勝ちを収め3度目の防衛に成功した。
1997年12月19日、ニュー・ロンドン・アリーナで元WBC世界スーパーミドル級王者スラニー・マリンガと対戦し12回0-3(113-117、114-115、112-117)の判定負けを喫し4度目の防衛に失敗し王座から陥落した。
1998年4月18日、マンチェスター・アリーナでグラハム・タウンセッドと対戦し6回2分42秒TKO勝ちを収めた。
1999年2月13日、WBO世界スーパーミドル級王者ジョー・カルザゲと対戦し12回1-2(2者が111-116、116-111)の判定負けを喫しWBCに続く王座獲得に失敗した。
2000年6月24日、後のWBA世界ライトヘビー級王者でWBU世界スーパーミドル級王者シルビオ・ブランコと対戦し12回0-3(111-115、109-118、110-117)の判定負けを喫し王座獲得に失敗した。
2000年12月8日、マイク・ゴルメリーとWBF世界スーパーミドル級王座決定戦を行い、初回TKO勝ちを収め王座獲得に成功した。
2001年5月19日、ロンドンウェンブリー・アリーナでローマン・バサエフと対戦し3回2分54秒TKO勝ちを収め初防衛に成功した。
2001年7月14日、ソーン・ボーテスと対戦し4回2分58秒TKO勝ちを収め2度目の防衛に成功した。
2001年10月20日、グラスゴーのケルビン・ホールでホルヘ・アンドラス・スクラランディーと対戦し3回KO勝ちを収め3度目の防衛に成功した。
2001年12月19日、元WBA世界スーパーウェルター級王者フリオ・セサール・バスケスと対戦し12回3-0(117-111、117-112、117-113)の判定勝ちを収め4度目の防衛に成功した。
2002年7月10日、フランシスコ・アントニオ・モーラと対戦し12回3-0(2者が117-109、117-111)の判定勝ちを収め5度目の防衛に成功した。
2003年12月13日、WBA・IBF世界スーパーミドル級王者スベン・オットケと対戦し12回0-3(112-117、2者が113-115)の判定負けを喫しWBCに続く王座獲得に失敗した。
2004年4月26日、後のWBA世界スーパーミドル級王者でIBO世界スーパーミドル級王者ブライアン・マギーと対戦し12回3-0(115-111、113-112、114-111)の判定勝ちを収め王座獲得に成功した。
2005年8月6日、IBFスーパーミドル級王者ジェフ・レイシーと王座統一戦を行うも8回終了時リードの棄権によるTKO負けを喫しIBO王座の初防衛と、IBF王座獲得に失敗しIBO王座から陥落した。試合後1度目の引退を表明した。
2007年11月9日、後のスーパーミドル級統一王者カール・フローチと対戦し5回終了時棄権によるTKO負けを喫した。試合後2度目の引退を表明した。
2011年6月25日、ウェイン・リードと対戦し4回2分52秒TKO勝ちを収めた。
2012年10月20日、シェフィールドのシェフィールド・アリーナでケニー・アンダーソンとBBBofC英国スーパーミドル級王座決定戦を行い5回2分45秒TKO負けを喫し、王座獲得に失敗したのを最後に引退した。

## 獲得タイトル
- WBC世界スーパーミドル級王座（防衛3）
- WBF世界スーパーミドル級王座
- IBO世界スーパーミドル級王座